# Marcelo Cano Rodríguez
Marcelo Cano Rodríguez là bác sĩ y khoa người Cuba và là thành viên của "Ủy ban Cuba về Nhân quyền và Hòa giải quốc gia" (Comisión Cubana de Derechos Humanos y Reconciliación Nacional).
Marcelo Cano Rodríguez bị chính quyền Cuba bắt trong vụ mùa Xuân đen năm 2003 và bị kết án 18 năm tù.